# Dvor An der Auen
Dvor An der Auen je bil dvor, ki je stal na območju Sostrega pri Ljubljani.